# Osztrák Holokauszt díj
Az Osztrák Holokauszt díjat (Austrian Holocaust Memorial Award; AHMA) az Osztrák Külföldi Szolgálat alapította 2006-ban. A díjat évente olyan személynek ítélik, aki különleges módon szolgálta a soára való emlékezést.
1992 óta teljesítenek osztrák fiatalok emlékhely-szolgálatot Argentínában, Ausztráliában, Belgiumban, Brazíliában, Bulgáriában, Kínában, Németországban, Angliában, Franciaországban, Izraelben, Olaszországban, Litvániában, Hollandiában, Norvégiában, Lengyelországban, Oroszországban, Csehországban, Ukrajnában, Magyarországon és az USA-ban. Az osztrák fiatalok ilyen módon vállalnak át világszerte felelősséget azokért a tettekért, amelyeket részben az osztrák nemzetiszocialisták hajtottak végre. Az AHMA évenkénti odaítélésével olyan személyre kell felhívni a figyelmet, aki jelentősen támogatta a holokausztra való emlékezést.
2006. október 17-én Pan Guangnak, a kínai történésznek Maurice Ohana, a Sanghaji Zsidó Közösség elnöke nyújtotta át az AHMA-t az osztrák főkonzulátuson.
Alberto Dines brazil újságírót 2007. október 24-én a Rio de Janeiro-i osztrák főkonzulátuson tüntették ki az AHMA-val.

## Díjazottak
- 2006: Pan Guang, Sanghaj, Kína
- 2007: Alberto Dines, São Paulo, Brazília
- 2008: Robert Hébras Oradour-sur-Glane, Franciaország
- 2009: Jay M. Ipson Richmond, Amerikai Egyesült Államok
- 2010: Eva Marks Melbourne, Ausztrália
- 2011: Auschwitz Jewish Center, Lengyelország
- 2012: Ladislaus Löb, Brighton, Anglia
- 2013: Hugo Höllenreiner, Ingolstadt, Németország
- 2014: Marģers Vestermanis, Riga, Lettország
- 2015: Erika Rosenberg, Buenos Aires, Argentína
- 2016: Giorgio Frassineti, Predappio, Olaszország